# Shen Zhou

Retrato de Shen Zhou.

Shen Zhou ou Shen Cheu ( Sūzhōu, 1427 - Sūzhōu, 1509 ) foi um pintor chinês.
Shen Zhou foi um dos mais importantes artistas chineses durante a dinastia Ming (1368-1644), fundou a chamada escola Wu. O seu foco
em formato de pequenas obras permitiu a Zhou levar ao máximo o seu interesse no equilíbrio de texturas e composições. O seu estilo caracteriza-se pela liberdade na composição, a composição em que destacam as pinceladas dinâmicas, isso se traduz em obras que cumpram normas de qualidade elevada e ainda poética, geralmente, bastante realistas, como sinal característico da escola Wu.